# Сельское поселение Ларьяк
Се́льское поселе́ние Ларьяк — муниципальное образование в Нижневартовском районе Ханты-Мансийского автономного округа Российской Федерации.
Административный центр — село Ларьяк.

## История
Статус и границы сельского поселения установлены Законом Ханты-Мансийского автономного округа — Югры от 25 ноября 2004 года № 63-оз «О статусе и границах муниципальных образований Ханты-Мансийского автономного округа — Югры»

## Население
| 2010  | 2012  | 2013  | 2014  | 2015  | 2016  | 2017  |
| ----- | ----- | ----- | ----- | ----- | ----- | ----- |
| 1941  | ↘1885 | ↘1861 | ↘1816 | ↘1785 | ↘1761 | ↘1739 |
| 2018  | 2019  | 2020  | 2021  |       |       |       |
| ↗1755 | ↘1744 | ↘1727 | ↗1762 |       |       |       |

## Состав сельского поселения
| № | Населённый пункт | Тип населённого пункта       | Население |
| - | ---------------- | ---------------------------- | --------- |
| 1 | Большой Ларьяк   | деревня                      | 48        |
| 2 | Корлики          | село                         | 654       |
| 3 | Ларьяк           | село, административный центр | ↘928      |
| 4 | Сосновый Бор     | деревня                      | 72        |
| 5 | Чехломей         | деревня                      | 204       |

Законом ХМАО — Югры от 30 июня 2017 года № 34-оз, 15 июля 2017 года была упразднена деревня Пугьюг, в связи с отсутствием в ней зарегистрированного в установленном порядке и постоянно проживающего населения.